# Elmo Bovio
Elmo Bovio (Junín, 14 de julho de 1925 - Buenos Aires, 26 de agosto de 2017) foi um futebolista argentino que atuava como atacante.

## Carreira
Nascido em Junín, em Buenos Aires, Bovio começou a jogar futebol no clube local, o Club Atlético Sarmiento.
Em seguida, foi para o Uruguai, onde ajudou o Peñarol a conquistar o título nacional.
Após a conquista do título, foi negociado em 1945 com a Inter de Milão, melhor time da Itália àquela época.
Em 1947, despertou o interesse do Palmeiras, onde ficou até 1949 e em 73 jogos, marcou 56 gols.
Jogou um amistoso pelos Santos contra o Vasco em janeiro de 1950, mas acertou com o São Paulo onde atuou em 28 partidas entre abril e dezembro de 1950 e balançou as redes adversárias 22 vezes. É o estrangeiro com a melhor média de gols pelo clube. Deixou o clube por indisciplina, mesma razão para seu desligamento prévio no Palmeiras.
Por indicação de Castor de Andrade, Bóvio deixou o Tricolor Paulista para jogar no Bangu de Zizinho.
Encerrou sua carreira no América de Cali, da Colômbia.
Em 1959, chegou a ser preso em São Paulo, por estelionato.
Ele morreu em agosto de 2017, aos 92 anos.

### Títulos
Peñarol
- Campeonato Uruguaio: 1944, 1945
- Torneo de Honor: 1944, 1945